# Boeri River
Boeri River är ett vattendrag i Dominica.   Det ligger i parishen Saint Paul, i den södra delen av landet, 2 km nordväst om huvudstaden Roseau.